# Guiligui (Basse-Kotto)
Guiligui est une commune rurale de la préfecture de la Basse-Kotto, en République centrafricaine. Elle s’étend à l’ouest de la ville d’Alindao.

## Géographie
La commune est située au centre de la préfecture de Basse-Kotto.
| Bangui-Ketté | Séliba   | Kotto  |
| Alindao      | Guiligui | Siriki |
| Bakou        | Kembé    |        |

## Villages
La commune compte 57 villages en zone rurale recensés en 2003 : Ancien-Pouloubou, Bourou, Doukoulou 1, Doukoulou 2, Godoro, Goffo, Gomago, Gonda, Goussou, Granda, Kamara 1, Karama 2, Kawa 1, Kawa 2, Kongo Badjanga, Kpanga 4, Kpetene, Kredjia, Legba, Lengue-Gbada, Lihou 1, Lihou 2, Lihou-Ima, Mbika 2, Mbika 1, Mboubou 1, Mboudou 2, Mboudou 3, Mene, Ndawa, Ndokpa, Ngrewou, Nzala, Pavica 1, Pavica 10, Pavica 11, Pavica 12, Pavica 13, Pavica 14, Pavica 15, Pavica 16, Pavica 17, Pavica 2, Pavica 3, Pavica 4, Pavica 5, Pavica 6, Pavica 7, Pavica 8, Pavica 9, Tagba Korongo, Tagbale, Tagoua, Tollo, Tombo, Woungba, Yongoua.

## Éducation
La commune compte 4 écoles publiques : Fondamentale 1 à Pavica, Communautaire à Mbika 2, Djambo à Tagbale, Karama et une école privée : Saint-Antoine de Padoue à Bourou.